# Bæltekøretøj
Et bæltekøretøj er et køretøj, der selv udlægger en farbar vejbane foran sig. Vejbanen er samlet som et endeløst bælte, der hele tiden genbruges. Køretøjets vægt fordeles således over en forholdsvis stor overflade, og dermed kan bæltekøretøjer bruges i uvejsomt terræn af militæret, entreprenører, NASA og opdagelsesrejsende.
Udenfor Forsvaret kaldes bælterne også larvefødder, efter den amerikanske Caterpillar-
fabrik (caterpillar betyder kålorm). Bælterne kan kombineres med hjul i halvbæltekøretøjer. Snescootere kombinerer bælter med ski.
I fagsprog kaldes larvefødder for bælter.

## Opbygning
Selvom modsætningen til bæltekøretøjer er hjulkøretøjer, har bæltekøretøjer også hjul:
- Drivhjul: Motoren overfører via en gearkasse kraften til bæltet via drivhjulet ('M' på tegningen). Nogle bæltekøretøjer er påhængsvogne og har ikke drivhjul.
- Justérhjul: For at undgå at bæltet springer af, opstrammes bæltet automatisk med justérhjulet ('R' på tegningen).
- Vejhjul: Vægten af køretøjet overføres til underlaget med vejhjulene, der ofte er individuelt affjedret. ('A' på tegningen).
- Bærerulle: Holder bæltet væk fra vejhjulene ved bæltets retrograde bevægelse. (Mangler ofte og er ikke med på tegningen).